# Прапор Білорусі
Прапор Білорусі (біл. Сцяг Беларусі) — державний символ Республіки Білорусь, що являє собою прямокутне полотнище з співвідношенням висоти до довжини 1:2 та складається з двох горизонтальних смуг червоного та зеленого кольорів. Ширина верхньої червоної смуги становить ⅔ ширини прапора, нижньої зеленої — ⅓ ширини національного знамена. З боку древка на прапорі розміщено вертикальну червону смугу з білоруським національним орнаментом червоного кольору, ширина якого дорівнює 1/9 довжини стяга.
Сучасний прапор країни був прийнятий на референдумі 14 травня 1995 року і затверджений 7 червня того ж року Указом Президента Олександра Лукашенка. За основу сучасного прапора Білорусі взято прапор Білоруської РСР зразка 1951 року, з якого було прибрано зірку та серп з молотом, а також інвертовано національний орнамент (був білий на червоному тлі, став червоний на білому тлі).
Білорусь — єдина визнана держава пострадянського простору, що взяла за основу власного прапора прапор союзної республіки (крім Білорусі прапор союзної республіки СРСР має невизнана Придністровська Молдавська Республіка, що використовує прапор Молдавської РСР). Історичним національним стягом країни є біло-червоно-біле полотнище, що слугувало символом Білоруської Народної Республіки у 1918–1919 роках та сучасної Республіки Білорусь у 1991–1995 роках.
Зневажлива назва «закат над болотом» часто використовується опозиційно налаштованими громадянами щодо нинішнього прапора Білорусі.

## Історія

### Прапори воєводств литовської доби

Прапор Вітебського воєводства (1609-1618)
Прапор Берестейського воєводства (1609-1618)
Прапор Полоцького воєводства (1609-1618)
Прапор Новогрудського воєводства (1609-1618)

### Становлення прапора
| Державні прапори Білорусі в XIV—XXI ст. | Державні прапори Білорусі в XIV—XXI ст.             | Державні прапори Білорусі в XIV—XXI ст. | Державні прапори Білорусі в XIV—XXI ст. |
| --------------------------------------- | --------------------------------------------------- | --------------------------------------- | --- |
| Зображення                              | Назва держави                                       | Період                                  | Опис |
|                                         | Велике князівство Литовське (сучасна реконструкція) | 1341—1410                               | Біла Погоня в червоному полі |
|                                         | Велике князівство Литовське (сучасна реконструкція) | 1578                                    | Герб Погоня в червоному полі |
|                                         | Білоруська Народна Республіка                       | 1918—1919 рр.                           | Полотнище з співвідношенням сторін 1:2, з трьох рівних горизонтальних смуг — двох білих і однієї червоної між ними. |
|                                         | РСРБ                                                | 1919 р.                                 | Прямокутне червоне (пунцове) полотнище із золотими літерами у верхньому кутку біля древка «ССРБ» або з написом «Савецкая Сацыялістычная Рэспубліка Беларусь». |
|                                         | ЛітБел                                              | 1919—1920 рр.                           | Червоне полотнище із співвідношенням сторін 1: 2 |
|                                         | РСРБ                                                | 1920—1924 рр.                           | Прямокутне червоне (пунцове) полотнище із золотими літерами у верхньому кутку біля древка «ССРБ» або з написом «Савецкая Сацыялістычная Рэспубліка Беларусь». |
|                                         | БРСР                                                | 1924—1927 рр.                           | Офіційного прапору фактично не було. |
|                                         | БРСР                                                | 1927—1937 рр.                           | Червоне або пунцове полотнище, в верхньому кутку якого біля древка містяться золоті букви «БССР» або напис «Беларуская Сацыялістычная Савецкая Рэспубліка». |
| 1937-1940                               | БРСР                                                | 1937—1951 рр.                           | Червоне полотнище із співвідношенням сторін 1:2 із зображенням в його верхньому кутку біля древка золотих серпа і молота і над ними — червоної п'ятикутної зірки, обрамленої золотою облямівкою, а внизу золоті букви — «БССР». |
|                                         | БРСР                                                | 1951—1991 рр.                           | Полотнище з двох горизонтально розташованих смуг: верхньої червоного кольору і нижньої зеленого кольору у відношенні 2⁄3:1⁄3 із зображенням у верхньому лівому кутку червоної смуги золотих серпа і молота і над ними червоної п'ятикутної зірки, обрамленої золотою облямівкою. У Тракай вертикально розташовується орнамент білого кольору на червоному полі, що становить 1⁄9 довжини прапора. |
|                                         | Республіка Білорусь                                 | 1991—1995 рр.                           | Полотнище розмірами 1:2, з трьох рівних горизонтальних смуг — двох білих і однієї червоної між ними. |
|                                         | Республіка Білорусь                                 | 1995—2012 рр.                           | Полотнище розмірами 1: 2, горизонтально розділене на червону і зелену смуги в пропорції відповідно 2:1. Уздовж древка розташовується червоний орнамент на білому тлі. |
|                                         | Республіка Білорусь                                 | з 2012                                  | Полотнище розмірами 1: 2, горизонтально розділене на червону і зелену смуги в пропорції відповідно 2:1. Уздовж древка розташовується червоний орнамент на білому тлі. |

### Білоруська Народна Республіка

Прапор Білорусі (1918—1919 та 1991—1995 роки)

Прапор Білоруської ССР (1937—1951 рр.)

Прапор Білоруської РСР (1951—1991 рр.)

Прапор Білорусі (1995—2012 роки)

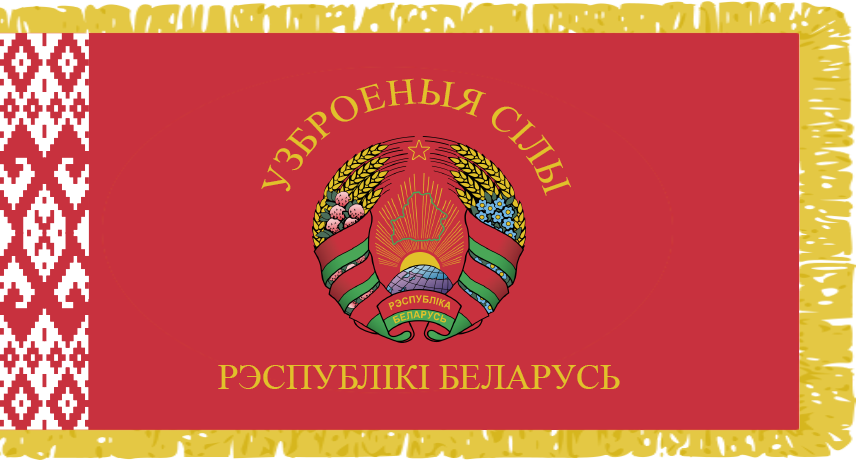
Прапор Збройних сил Республіки Білорусь

Штандарт (прапор) президента Республіки Білорусь

Національним прапором Білоруської народної республіки, яка існувала з березня 1918 по січень 1919 року, був біло-червоно-білий прапор. Кольори прапора повторюють кольори національного гербу Пагоня. Після проголошення незалежності Білорусі біло-червоно-білий прапор був затверджений як державний прапор Республіки Білорусь (відповідний закон ухвалений 19 вересня 1991 року). У 1995 році після ініційованого президентом О. Лукашенко референдуму була відновлена майже незмінена радянська символіка. З того часу біло-червоно-білий прапор використовується демократичними силами як символ опозиційної боротьби проти режиму Лукашенка.

### Радянський період
У 1945 році Білорусь стала країною-засновником ООН. Так як її прапор майже нічим не відрізнявся від прапорів Української РСР і РРФСР, то було прийнято рішення спроєктувати новий прапор, який показує національні особливості білорусів. 25 грудня 1951 року Указом Президії Верховної Ради Білоруської РСР «Про державний прапор Білоруської РСР» був затверджений новий прапор БРСР. 8 травня 1956 року вийшло «Положення про державний прапор Білоруської РСР», згідно з яким:
|  | Державний прапор Білоруської Радянської Соціалістичної Республіки є символом державного суверенітету Білоруської РСР, добровільного об'єднання Білоруської РСР з іншими рівноправними республіками в братньому Союзі Радянських Соціалістичних Республік і непорушного союзу робітників і селян в боротьбі за побудову комуністичного суспільства. Державний прапор Білоруської РСР являє собою полотнище, яке складається з двох горизонтально розташованих кольорових смуг: верхньої червоного кольору, що становить дві третини ширини, і нижньої зеленого кольору, що становить одну третину ширини прапора, з зображенням на верхньому лівому кутку червоної смуги золотих серпа і молота і над ними червоної п'ятикутної зірки, обрамленої золотою облямівкою. У древка вертикально розташований білоруський національний орнамент білого кольору на червоному полі, що становить 1/9 довжини прапора. Відношення ширини до довжини 1:2. |

### Незалежність
Після розпаду СРСР та з проголошенням 25 серпня 1991 року незалежності Білорусі виникає необхідність затвердження символів нової держави. Вже 19 вересня 1991 року Верховна Рада Республіки Білорусь за пропозицією депутата Ніла Гілевича приймає закон «Про державний прапор Республіки Білорусь», відповідно до якого національним символом стає історичний стяг з трьох рівновеликих горизонтальних смуг: верхньої і нижньої білого кольору з червоною посередині.
14 травня 1995 року за ініціативою Президента Республіки Білорусь Олександра Лукашенка було проведено референдум, на який було винесено 4 питання, серед яких й пропозиція змінити біло-червоно-білий стяг та герб Погоня. У підсумку зміну національних символів підтримали 75,1 % учасників волевиявлення.
Але законність даного референдуму під сумнівом. Винесені питання порушували Конституцію та інші закони Білорусі. Також були помічені порушення під час проведення референдуму.

## Колір та розмір

### Розмір та дизайн
З ініціативи О. Лукашенка за основу нового прапора було взято прапор БССР, з якого зняли серп та молот та червону зірку. Крім того, кольори орнаменту були інвертовані (замість білого орнаменту на червоному тлі з'явився червоний орнамент на білому тлі)[джерело?].
1 травня 2012 року, відповідно до постанови Державного стандарту Республіки Білорусь, білі бічні смуги були вилучені з орнаменту прапора.

### Символіка кольорів
Червоний колір на сучасному прапорі Білорусі символізує штандарти переможної Грюнвальдської битви білоруських полків із хрестоносцями, колір прапорів Червоної Армії і білоруських партизанських бригад; зелений колір — надію, весну і відродження, ліси і поля; білоруський орнамент — стародавню культуру народу, духовне багатство, єдність.

## Інші прапори

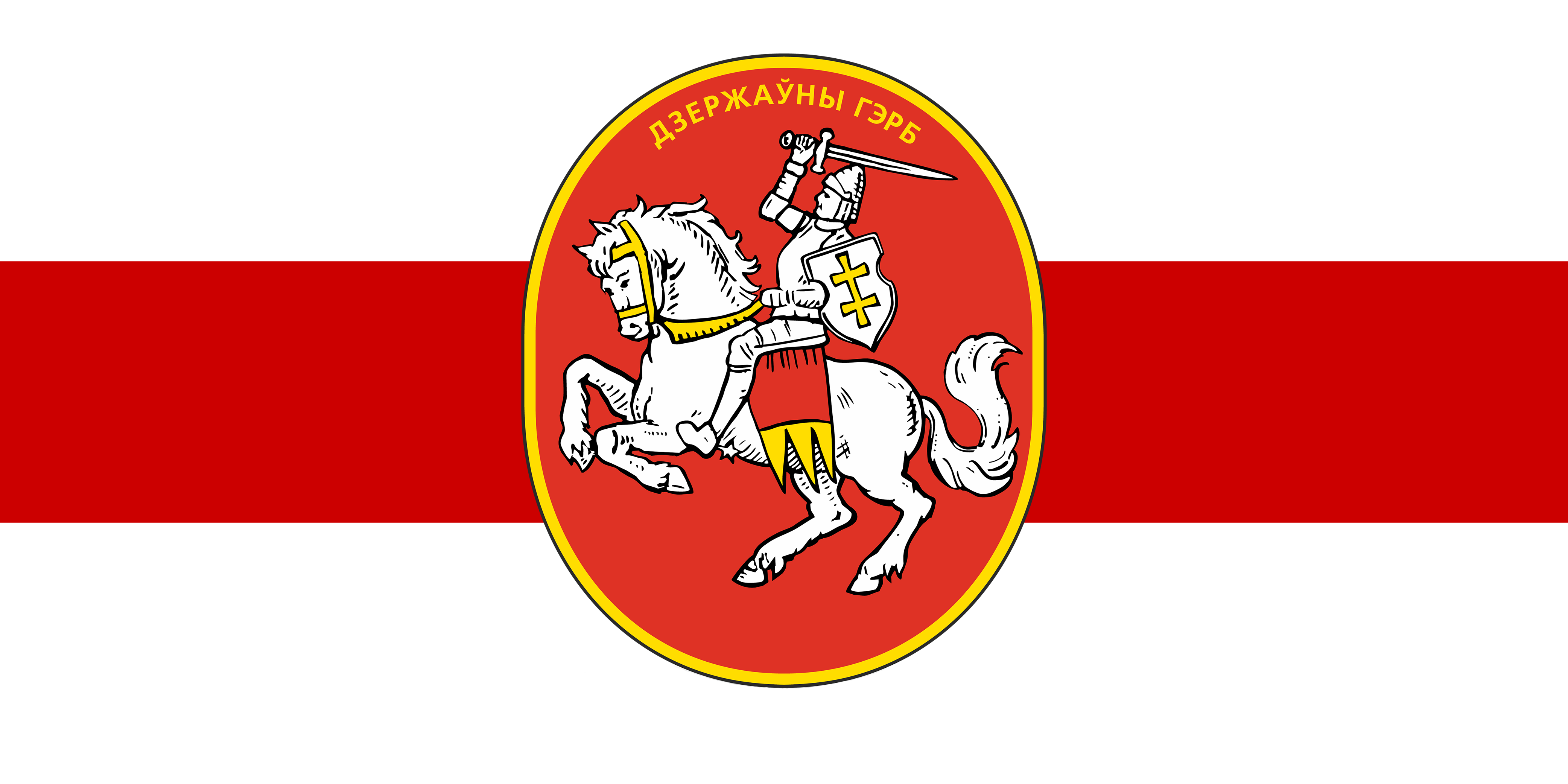
Біло-червоно-білий прапор з гербом Білоруської Народної Республіки, 1918 р.
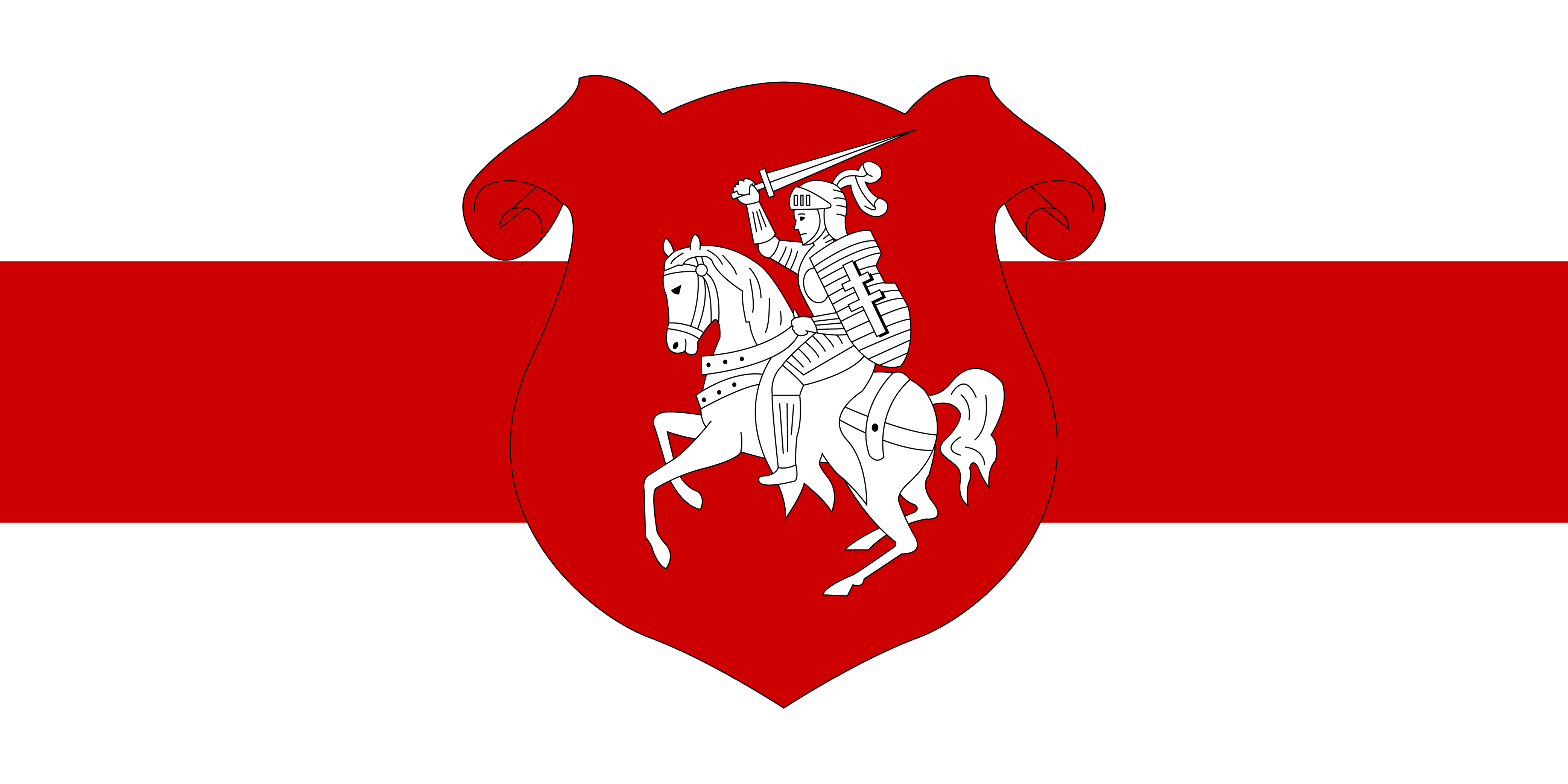
Біло-червоно-білий прапор з реконструйованим гербом Білоруської Народної Республіки, 1918 р.
Прапор Білоруського спеціального батальйону, 1920 р.
Прапор, який використовувала білоруська влада в еміграції у 1919–1925 роках
Проєкт державного прапора Республіки Білорусь, 1992 р.
Проєкт прапора, запропонований Олександром Лукашенком 21 березня 1995 року
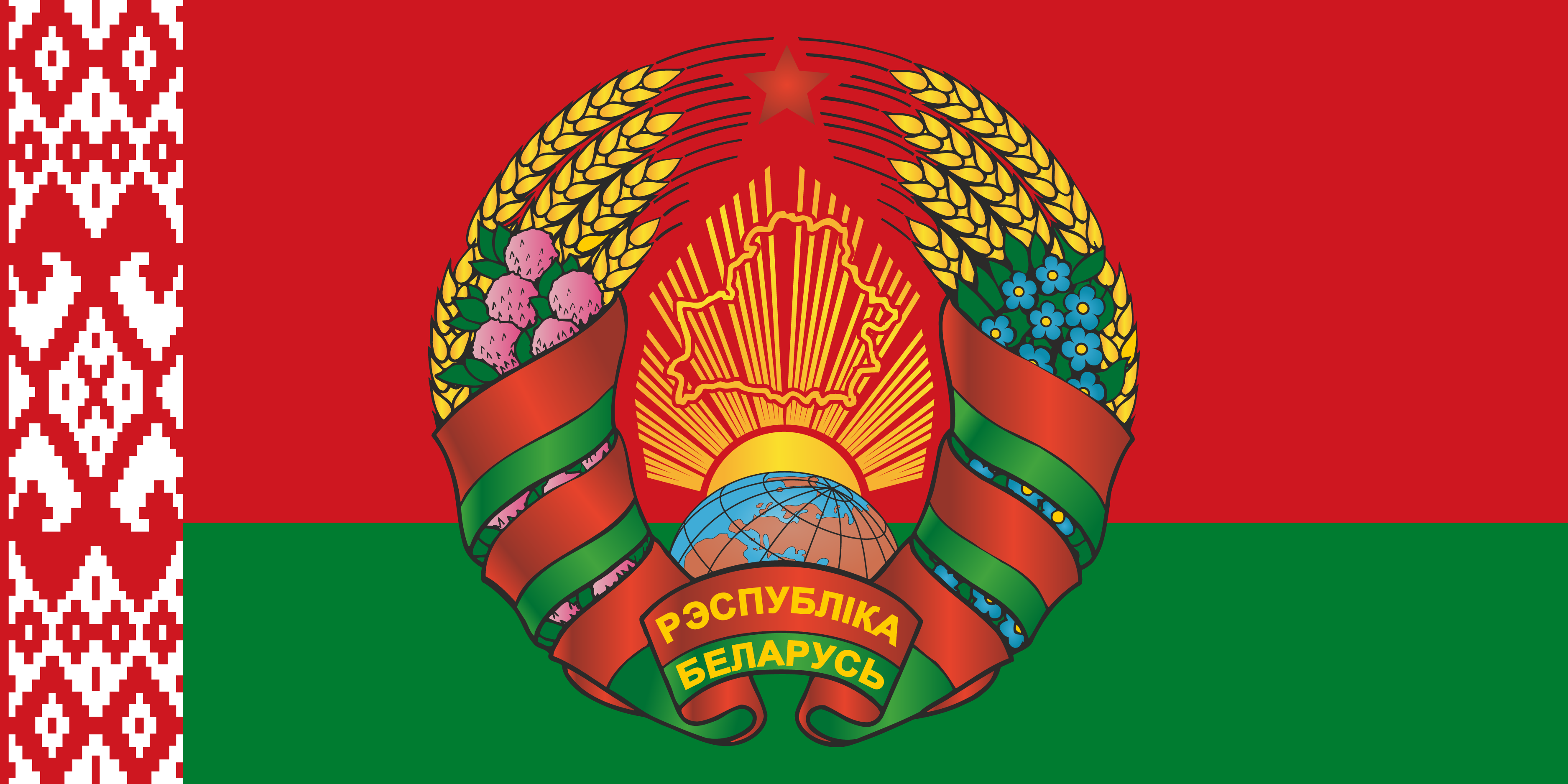
Прапор Республіки Білорусь з державним гербом, 2020 р.
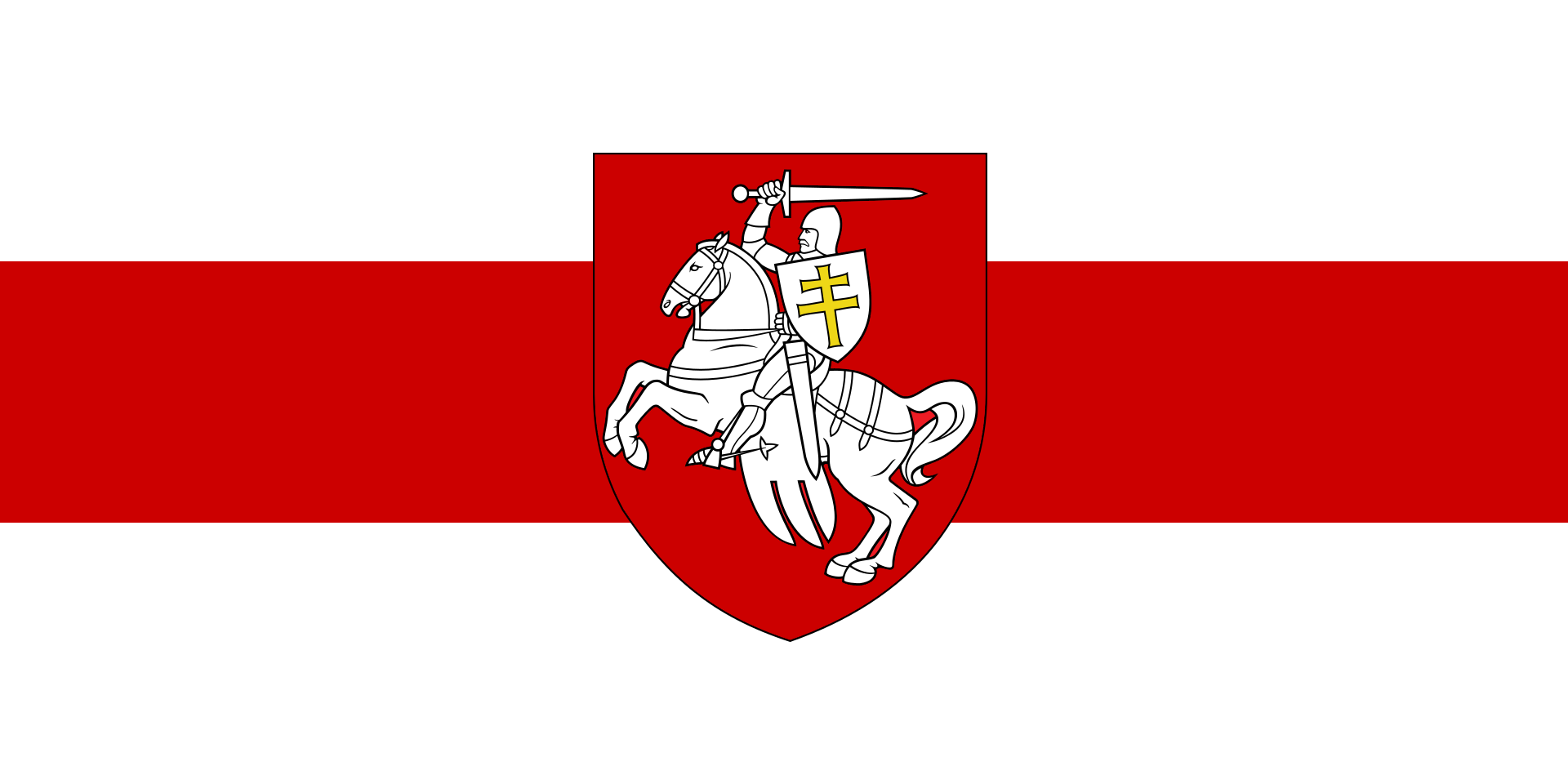
Біло-червоно-білий прапор Білорусі з історичним гербом Погоня
Біло-червоно-білий прапор з жіночим гербом Погоня (2020)[джерело?]
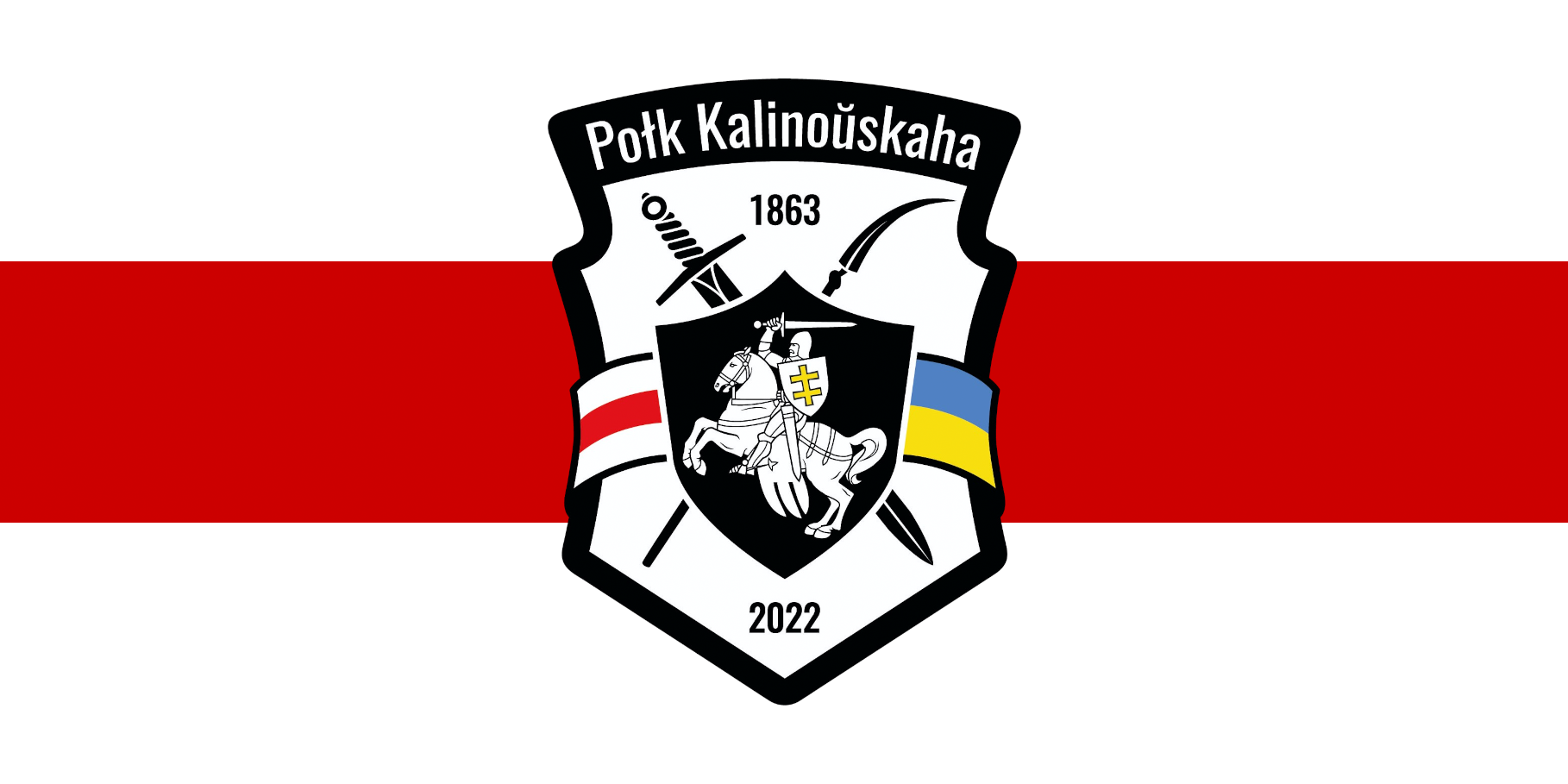
Біло-червоно-білий прапор Білорусі з нарукавником шеврону полку імені Кастуся Калиновського
Біло-червоно-білий прапор із колонами Ґедиміна у формі тризуба білоруської діаспори в Україні, який також використовує полк імені Кастуся Калиновського[8][9]